# FRoG Creator
FRoG Creator (FRench Online Game Creator) était un logiciel développé par plusieurs développeurs amateurs (réunis sous le titre de FRoG Team), permettant de créer des jeux vidéo, principalement des jeux de rôle en ligne massivement multijoueur - communément nommés MMORPG - , et ce dans un environnement en 2D. FRoG Creator se veut simple d'utilisation, notamment grâce à une interface intuitive, et tend à éviter aux utilisateurs d'avoir recours à des techniques plus avancées telles que l'utilisation de langages informatiques. Ils n'ont donc pas besoin de savoir programmer pour créer des jeux, mais juste d'avoir de l'imagination (d'où le slogan originel de FRoG : Une seule limite : votre imagination !). 
FRoG Creator n'existe qu'à travers sa communauté. En effet, le seul site officiel est un forum communautaire tournant sous myBB. Ce choix, surprenant, s'explique par la volonté de son fondateur, Dahevos, de renforcer les liens entre les créateurs afin de favoriser l'entraide.
Le support de Frog Creator s'est arrêté le 16 décembre 2015, car le forum a connu une baisse d'activité et le logiciel était de moins en moins utilisé.

## Fonctionnement du logiciel
La plupart des différentes versions fonctionnent sur l'échange client-serveur, à savoir l'échange dans les deux sens d'informations, et comprennent un serveur, permettant de gérer l'aspect multijoueur, et les échanges entre les différents joueurs/développeurs, un éditeur qui permet de modifier tout le contenu du jeu (personnages non-joueurs, carte, quête, ...) ainsi que d'un client, à distribuer aux joueurs du jeu vidéo. FRoG Creator utilise un langage de script simple pour coder des événements.
Les versions incluent toutes des ressources de base, comme les graphismes par défaut provenant du logiciel rpg maker, qui évitent aux utilisateurs d'avoir recours à la moindre connaissance en graphisme, en dessin, ou en design sonore pour créer leurs jeux. Cependant, pour réaliser des jeux un tant soit peu plus poussés, il faudra néanmoins recourir à des techniques supplémentaires, comme la programmation en Visual Basic.

## Les différentes versions
FRoG Creator est un logiciel utilisant les sources de Konfuze, un autre logiciel anglais de création de MMORPG. Alors que les premières versions ne consistaient qu'en une traduction et en la correction de nombreux bugs, les versions qui suivirent ajoutèrent un certain nombre de fonctionnalités très attendues par la communauté.
Seront recensées ici les versions les plus connues de FRoG Creator avec leurs fonctionnalités les plus importantes : 
- FRoG Creator v0.3.1 était la première version réellement stable, et traduite intégralement en français à partir de Konfuze.
- FRoG Creator v0.4 vit arriver la séparation de la partie "éditeur" du client, pour réaliser un exécutable indépendant réservé à la modification du jeu, nommé l'éditeur.
- FRoG Creator v0.5 contient de nombreux ajouts comme la possibilité pour les PNJ d'utiliser de la magie, et une gestion poussée des images (background, brouillard...).
- FRoG Creator v0.6 contient de nombreux ajouts comme la possibilité d'avoir des animaux de compagnie, de très grosses optimisations et des corrections de bugs importants.
- FRoG Creator v0.6.2[5] est une grande révision du logiciel, très attendue pour ses corrections de bugs majeurs et par ses importantes optimisations.
- FRoG Creator v0.6.3 RC[6] corrige la majorité des bugs qui font suite à la version v0.6.2

## FRoG Team
La FRoG Team est le nom donné aux personnes ayant participé à l'élaboration du logiciel et à son maintien. Les personnes les plus importantes sont :
- Dahevos : fondateur de la communauté et création de la première version
- Nashiiree : cofondateur, Graphique designer
- Matsura (Marc Pfeiler) : cofondateur et cocréateur de la première version
- Rydan : développeur principal de la version 0.3.1
- Gak : développeur principal de la version 0.4
- Koolgraph : développeur principal de la version 0.5
- Mimus : développeur principal de la version 0.6
- Mywaystar : développeur principal de la version 0.6.2
- Elios : développeur principal de la version 0.6.3
- Rose37 : graphiste
- ~Origins~ : ex-animateur, graphiste occasionnel pour le forum, ex-membre de la FRoG Team, membre phare.
- Liek : Modérateur et développeur principal de la 5.0.
- Alexoune001 : Modérateur de longue date, devenu administrateur avec Iberos.
- Iberos (anciennement Hugo-57) : Modérateur, devenu administrateur avec Alexoune001, programmeur principal de la 0.6 bêta et programmeur de la 1.0.
- Clemz : Développeur sur la 1.0.
- Caranille : Développeur sur la 1.0.

### Vers une nouvelle vision
L'idée d'une refonte du logiciel dans un langage plus récent et plus adapté aux besoins du logiciel n'est pas nouvelle au sein de la communauté de FRoG Creator. L'administrateur actuel, Iberos, a cherché au cours des dernières années à appliquer à FRoG Creator sa vision du projet. Il a mis en place de nombreux changements (importants). 
Un nouveau portail a été mis en place introduisant à FRoG Creator une nouvelle identité visuelle plus allégée et moderne. Ce portail est entièrement pensé et axé autour du forum pour maximiser l'esprit communautaire, comme le voulait le fondateur du logiciel, Dahevos. Ce nouveau portail a été très rapidement adopté et adoré pour sa simplicité et son confort d'utilisation.
Durant l'année 2014, Iberos a annoncé publiquement travailler depuis un moment sur un projet de refonte du logiciel en organisant un recrutement de développeurs. Un seul mot d'ordre : accessibilité. Iberos explique qu'il veut offrir à la communauté un logiciel qui parvienne à réunir simplicité, performances et possibilités. Clemz et Caranille ont ainsi rejoint l'équipe de développement. Le logiciel est actuellement en cours de développement, cependant aucune date de sortie n'est annoncée. Nous savons simplement que le logiciel sera développé en VB.net, choix justifié par sa simplicité et sa proximité avec le Visual Basic 6 (langage utilisé pour le développement du moteur actuel).
Frog Creator s'est arrêté le 16 décembre 2015.